# عمود جوبيتر

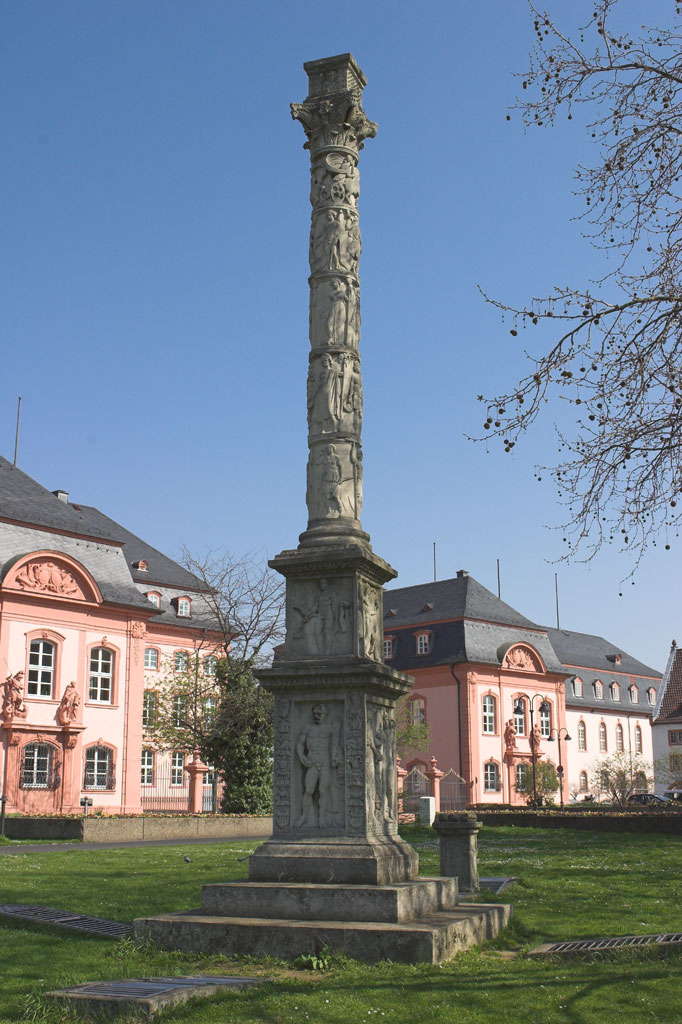
عمود جوبيتر يقع خارج البرلمان بالعاصمة ماينتس (التجديد، يقع المبنى الأصلي في متحف التاريخ المحلي بالعاصمة ماينتس)

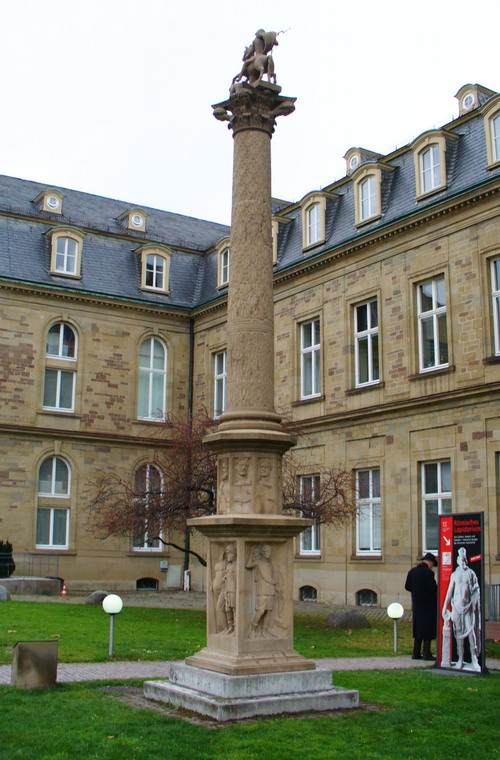
عمود جوبيتر واقع في نيو كاسل في شتوتغارت، تجديد العمود من هوازن أن دير زابير

عمود جوبيتر ((بالألمانية: Jupitergigantensäule) أو Jupitersäule) عبارة عن نصب تذكاري أثري ينتمي إلى أحد أنواع الآثار المنتشرة في جرمانيا الرومانية. وتعبر هذه الأعمدة عن المعتقدات الدينية التي كانت منتشرة وقت بنائها. ولقد شيدت هذه الأعمدة في القرن الثاني والثالث بعد الميلاد، حيث يقع معظمها بالقرب من المستوطنات الرومانية أو الفيلات المتمركزة في المقاطعات الجرمانية. كذلك يمكن العثور على أمثال هذه النصب في الغال وبريطانيا.
وتم تأسيس قاعدة المعالم الأثرية هذه بشكل طبيعي على أيدي فيرجوتيرستين (آلهة الحجر الأربعة)، وهي في حد ذاتها من أنواع المعالم الأثرية الشائعة، عادةً لتصوير جونو، ومينيفرا، وميركيوري وهرقل الأمازيفي. وهذا من شأنه يمثل دعامة لـ وشينجترستين (عبارة عن نحت يصور التجسيدات الخاصة بأيام الأسبوع السبعة)، والذي بدوره يدعم العمود أو القائمة، الذي عادةً ما يظهر مزخرفًا على شكل حراشف. ويظهر العمود متوّجًا بتمثال جوبيتر، عادة يمتطي صهوة الخيل، ويسحق بقدمه العملاق (يتم تصويره عادةً على شكل ثعبان). وفي بعض الحالات (على سبيل المثال كما في ويلهام)، يزخرف تاج العمود بأربع رؤوس، عادةً ما تفسر على أنها تصويرات لأربعة أوقات من اليوم (الصباح والظهيرة والمساء والليل). ويبلغ الارتفاع الكلي لعمود جوبيتر عادةً حوالي 4 أمتار، ولكن هناك بعض الأمثلة لأعمدة أطول، على سبيل المثال، التمثال الشهير بـ ماينتس والذي يبلغ ارتفاعه أكثر من 9 أمتار.
عادةً، تصور الأعمدة الموجودة بـ جرمانيا العليا جوبيتر وهو يهزم العملاق، كما هو موضح أعلاه، وبالتالي فهي معروفة باسم جوبيتر جيانت سالين ("جوبيتر-العملاق-الأعمدة"). وفي جرمانيا السفلى، عادةً ما يتم تصوير جوبيتر متوجًا بدون عملاق؛ ويتم عادةً وصف تلك الآثار ببساطة بـ جوبيتر سالين ("أعمدة جوبيتر").
وغالبًا ما توضع الأعمدة داخل سرادق محاط بسور مصحوبةً بمذبح.
ولم تبقَ مثل هذه النصب سليمة وعلى حالتها. ولقد جرى معرفة هذه النصب من خلال اكتشافات التنقيب أو من خلال الاستخدامات الثانوية كـ إعادة استعمال المباني السابقة، على سبيل المثال في الكنائس المسيحية. ومؤخرًا، تم نصب التجديدات الخاصة ببعض أعمدة جوبيتر في مكان العثور عليها أو بالقرب منه، على سبيل المثال في لادينبيرج، وأوبرينبيرج، وبينينجين أم نيكار، وسينسهايم، وشتوتغارت، وماينتس وبالقرب من سالبرغ.
وفقًا للمؤرخ جريج وولف، تصور الأعمدة انتصار جوبيتر أوبتيموس ماكسيموس على قوات كاوس، حيث ارتفع الإله نفسه عاليًا فوق الآلهة الأخرى والجنس البشري، ولكن يرتبط ارتباطًا وثيقًا بهم. ويعتقد وولف أن مثل هذه المعالم الأثرية ما هي إلا إهداءات من الأفراد.

## قائمة المصادر
- Die Iupitersäulen in den germanischen Provinzen. Rheinland-Verlag, Köln 1981. (Bonner Jahrbücher, Beihefte 41) Includes: Gerhard Bauchhenß: Die Jupitergigantensäulen in der römischen Provinz Germania superior; Peter Noelke: Die Jupitersäulen und -pfeiler in der römischen Provinz Germania inferior. ISBN 3-7927-0502-8
- Gerhard Bauchhenß: Jupitergigantensäulen. Stuttgart 1976. (Kleine Schriften zur Kenntnis der römischen Besetzungsgeschichte Südwestdeutschlands, 14)
- Greg Woolf: Representation as Cult: the case of the Jupiter columns. In: Wolfgang Spickermann et al. (eds.): Religion in den germanischen Provinzen Roms. Mohr Siebeck, Tübingen 2001, S.117ff., ISBN 3-16-147613-1

## وصلات خارجية
- Article about Jupitersäulen
- Landeskunde online: Jupitergigantensäulen
- Jupitergigantensäule in Obernburg on the Main